# Oreocossus kilimanjarensis
Oreocossus kilimanjarensis är en fjärilsart som beskrevs av Holland 1892. Oreocossus kilimanjarensis ingår i släktet Oreocossus och familjen träfjärilar. Inga underarter finns listade i Catalogue of Life.